# Lista de senhores de Figueiró
Este anexo é composto por uma lista de Senhores de Figueiró.
- Rui Mendes de Vasconcelos, (1340 -?), 1.º senhor de Figueiró e Pedrógão;
- Rui Vasques Ribeiro, (1360 -?), 2.º senhor de Figueiró e Pedrógão;
- João Rodrigues Ribeiro de Vasconcelos, (1410 -?), 3.º senhor de Figueiró e Pedrógão;
- Rui Mendes de Vasconcelos, (1450 -?), 4.º senhor de Figueiró;
- João Rodrigues Ribeiro de Vasconcelos, (1490 -?) 5.º senhor de Figueiró;
- Rui Mendes de Vasconcelos, (1510 -?), 6.º senhor de Figueiró